# Laguna de Puerto Rey

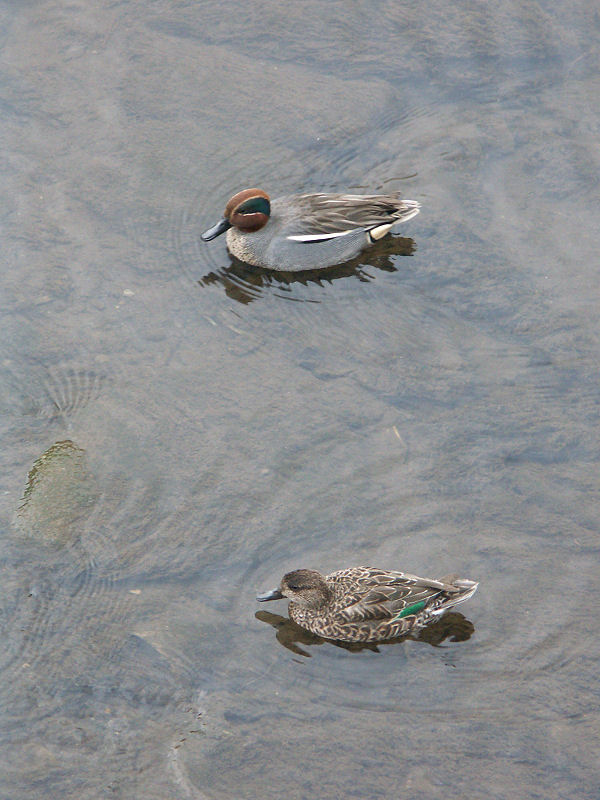
Cercetas.

La laguna de Puerto Rey, también conocida como laguna de Vera, es una pequeña laguna que forma el río Antas en su desembocadura en la playa de Vera (Almería), España. En el Mar Mediterráneo. Está situada a pocos kilómetros de la zona conocida como El Playazo. Fue declarada Lugar de Importancia Comunitaria.
Su entorno de cañaverales y eneas mantiene un número considerable de aves (anátidas especialmente) que utilizan el lugar como descanso en sus migraciones entre África y Europa.
Al norte, se adentra en la playa de Puerto Rey, donde hay más de dos mil metros de arena. Al sur, se encuentra la playa de Las Marinas, limitando con la localidad de Garrucha (Almería). Un gran paseo marítimo une la laguna con este pueblo pesquero.